# World Rugby Women’s Sevens Series (2020/2021)
World Rugby Women’s Sevens Series (2020/2021) (od nazwy sponsora, HSBC – HSBC Women’s World Rugby Sevens Series) – planowana do rozegrania dziewiąta edycja World Rugby Women’s Sevens Series, organizowanej przez World Rugby corocznej serii turniejów dla żeńskich reprezentacji narodowych w rugby 7. Z zaplanowanych w oryginalnym harmonogramie ośmiu turniejów nie odbył się żaden, podobnie żaden z pięciu ze zrewidowanego kalendarza, rozegrano natomiast dwa towarzyskie turnieje w czterozespołowej obsadzie wraz z męskimi zawodami sezonu 2020/2021.

## Informacje ogólne
Turniej kwalifikacyjny, mający wyłonić jedenastego stałego uczestnika cyklu, został przemianowany w lutym 2020 roku na HSBC Women’s Sevens Challenger Series – choć w tym roku miał odbyć się w postaci tylko jednych zawodów, pod koniec marca w południowoafrykańskim Stellenbosch. W związku z szerzeniem się zakażeń wirusem SARS-CoV-2 w połowie tegoż miesiąca światowy związek przełożył te eliminacje na późniejszy termin, a pod koniec czerwca 2020 roku wraz z odwołaniem pozostałych trzech turniejów i przedwczesnym zakończeniem sezonu 2019/2020 World Rugby ostatecznie zrezygnował z organizacji kwalifikacji do kolejnego sezonu, co oznaczało brak awansów i spadków pomiędzy tymi edycjami.
W marcu 2019 roku World Rugby ogłosił, że na kolejne cztery sezony cykl będzie się składać z ośmiu turniejów – w Glendale, Dubaju, Kapsztadzie, Hamilton, Sydney, Hongkongu, Langford i Paryżu – sześć z nich łącznie z turniejami męskimi, jedynie północnoamerykańskie stanowiłyby odrębne zawody. Jednakże przez pandemię COVID-19 już pod koniec lipca 2020 roku pierwsze dwa turnieje sezonu – w Dubaju i Kapsztadzie – zostały odwołane, tak samo stało się na początku września z zawodami w Hamilton i Sydney. W połowie grudnia turniej w Hongkongu został przesunięty z kwietnia na początek listopada 2021 roku, mając być kulminacją całego sezonu, dodatkowo w uzgodnieniu z Fédération Française de Rugby postanowiono zorganizować podwójne zawody w drugiej połowie maja w centrum szkoleniowym FFR w Marcoussis.
Zrewidowany, skondensowany harmonogram został opublikowany na początku marca 2021 roku i obejmował on pięć turniejów: dwa francuskie w maju, po przerwie na olimpijskie zmagania w Tokio zawodniczki wróciłyby do gry w listopadzie w Hongkongu, a sezon zakończyłyby zawody w Dubaju i Kapsztadzie w pierwszej połowie grudnia – będące normalnie częścią kolejnego sezonu, jednak już niecały miesiąc później francuskie zawody zostały przesunięte na późniejszy termin. Lipcowa aktualizacja mówiła o czterech turniejach zaplanowanych do rozegrania w końcowych czterech miesiącach roku, sierpniowa zaś o odwołaniu zawodów w Paryżu i Hongkongu. Po odwołaniu na początku września także południowoafrykańskich WR ogłosił przywrócenie turnieju w Dubaju do przynależnego mu sezonu 2021/2022, zatem sezon 2020/2021 ostatecznie nie doszedł do skutku. Jednocześnie postanowiono zorganizować dwa towarzyskie turnieje w formule Fast Four podczas obu wrześniowych męskich turniejów World Rugby Sevens Series (2020/2021) zorganizowanych w Kanadzie, w nich triumfowały Brytyjki z kompletem zwycięstw zarówno w Vancouver, jak i w Edmonton.

## System rozgrywek
Podobnie jak w przypadku męskich rozgrywek zwycięzcą cyklu zostanie zespół, który podczas całego sezonu zdobędzie najwięcej punktów przyznawanych za zajęcie poszczególnych miejsc w każdym turnieju. Każde z zawodów gromadzą dwanaście reprezentacji, z których jedenaście jest stałymi uczestnikami cyklu (core teams), a ostatni uczestnik będzie ogłaszany przed poszczególnymi turniejami. Status core teams otrzymała najlepsza dziesiątka poprzedniego sezonu (Anglia, Australia, Fidżi, Francja, Hiszpania, Irlandia, Kanada, Nowa Zelandia, Rosja i USA), jedno miejsce zarezerwowano dla triumfatora turnieju kwalifikacyjnego. Z uwagi na jego odwołanie miejsce w gronie elity utrzymała Brazylia.
Przystępujące do turnieju reprezentacje mogą liczyć maksymalnie dwanaście zawodniczek. W fazie grupowej spotkania toczone są bez ewentualnej dogrywki, za zwycięstwo, remis i porażkę przysługuje odpowiednio trzy, dwa i jeden punkt, brak punktów natomiast za nieprzystąpienie do meczu. Po jej zakończeniu ustalany jest ranking – pierwsze osiem zespołów awansuje do ćwierćfinałów, pozostała czwórka walczy zaś o Bowl. W przypadku tej samej liczby punktów ich lokaty są ustalane kolejno na podstawie:
1. wyniku meczów pomiędzy zainteresowanymi drużynami;
2. lepszego bilansu punktów zdobytych i straconych;
3. lepszego bilansu przyłożeń zdobytych i straconych;
4. większej liczby zdobytych punktów;
5. większej liczby zdobytych przyłożeń;
6. rzutu monetą.

W przypadku remisu w fazie pucharowej, organizowana jest dogrywka składająca się z dwóch pięciominutowych części, z uwzględnieniem reguły nagłej śmierci. Jedynie mecz finałowy składa się z dwóch dziesięciominutowych części, w pozostałych zaś spotkaniach połowa meczu obejmuje siedem minut.
Za zajęcie poszczególnych miejsc w każdym z turniejów przyznawane są punkty liczone do klasyfikacji generalnej:
| Miejsce | Punktacja |
| ------- | --------- |
| 1       | 20        |
| 2       | 18        |
| 3       | 16        |
| 4       | 14        |
| 5       | 12        |
| 6       | 10        |
| 7       | 8         |
| 8       | 6         |
| 9       | 4         |
| 10      | 3         |
| 11      | 2         |
| 12      | 1         |

W przypadku tej samej liczby punktów w klasyfikacji generalnej lokaty zainteresowanych drużyn są ustalane kolejno na podstawie:
1. lepszego bilansu punktów zdobytych i straconych;
2. większej liczby zdobytych przyłożeń;
3. drużyny są klasyfikowane ex aequo.